# Obélisque du Pincio
L'obélisque du Pincio, dit aussi obélisque d'Antinoüs, est un obélisque égyptien d'époque romaine : les hiéroglyphes qui l'ornent racontent la mort d'Antinoüs, sa divinisation et son installation parmi les dieux, ainsi que la création de la ville d'Antinoupolis en Égypte, en son honneur, et l'établissement d'un culte à l'Osiris-Antinoos.

## Le monument d'Antinoüs

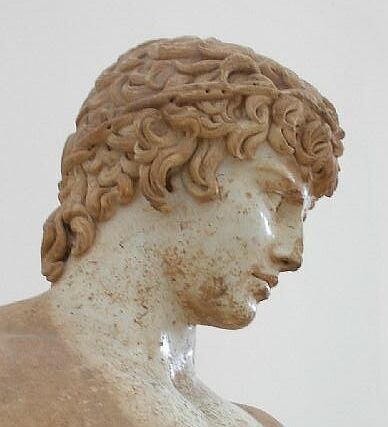
Antinoüs, musée archéologique de Delphes.

L'empereur Hadrien (117-138) le fit tailler et graver en Égypte, puis transporter à Rome, devant le monument élevé en l'honneur de son jeune amant Antinoüs (v.110-130), dont on ne connaît pas l'emplacement précis.
Ce monument contient une titulature inhabituelle d'Hadrien en hiéroglyphes, qui a incité certains égyptologues, comme Ph. Derchain ou J.-Cl. Grenier, à y reconnaître un texte écrit par un prêtre de la ville d'Akhmîm, Pétarbeschenis. En effet, on a retrouvé sur sa stèle funéraire une titulature très semblable, dont ce sont là les deux seules attestations connues.

## Laspinadu Circus Varianus
Au IIIe siècle, il alla décorer la spina du Circus Varianus, près de la porte Majeure. C'est là qu'il fut retrouvé, brisé, au XVIe siècle.

## Promenades dans Rome
En 1633, l'obélisque fut placé dans le jardin du Palais Barberini, puis transféré dans le Cortile della Pigna, au Vatican. 

## Les jardins du Pincio
Finalement, il fut réérigé par Giuseppe Valadier dans les jardins du Pincio à Rome, en 1822, sous le pontificat de Pie VII (1799-1823).

## Articles liés
- Liste des monuments de la Rome antique
- Obélisque